# Europacupen i innebandy 2007/2008
Europacupen i innebandy 2007/2008 var 2008 års säsong av Europacupen i innebandy som spelades i Vanda, strax utanför Helsingfors i Finland. Herrturneringen vanns av AIK från Sverige och damturneringen av UHC Dietlikon från Schweiz. Cupen spelades mellan onsdagen den 9 januari till söndagen den 13 januari 2008. Åtta lag deltog i turneringen på både herr- och damsidan. På herrsidan deltog två från Sverige och Finland och ett lag från Schweiz, Italien, Norge och Tjeckien. På damsidan deltog två lag från Sverige samt ett lag Finland, Schweiz, Lettland, Tjeckien, Norge och Ryssland. Regerande mästare på herrsidan var AIK från Sverige och på damsidan UHC Dietlikon, som båda alltså försvarade titeln.
Cupsystemet såg likadant ut för både damerna och för herrarna: De åtta lagen delades in i två grupper, grupp A och grupp B, med fyra lag i varje grupp. Varje lag mötte de andra tre lagen i sin grupp en gång, vilket gav tre omgångar per lag. De två bästa gick vidare till semifinal. Vinnarna i semifinalen gick vidare till finalen, medan förlorarna gick till en bronsmatch.

## Herrar

### Gruppspel
Varje grupp innehöll fyra lag där de fyra lagen i varje grupp mötte varandra en gång, vilket totalt gav tre omgångar. De två lag som placerade sig etta respektive tvåa gick vidare till semifinal. De lag som inte kvalificerade sig för slutspel gick till placeringsmatcher för placeringarna 5 till 8. Gruppspelet spelades den 9 januari till den 11 januari 2008.
- Gruppindelning:
  - Grupp A: AIK , SV Wiler Ersigen , Tatran Stresovice , Viking Roma FC 
  - Grupp B: Warbergs IC 85 , SSV , SC Classic , Fjerdingby IBK

### Slutspel
De två bästa lagen i varje grupp gick vidare till slutspelet. Ettan i grupp A mötte tvåan i grupp B och ettan i grupp B mötte tvåan i grupp A. Slutspelet avgjordes med endast en match per omgång, vid oavgjort gick matchen till sudden death och därefter straffläggning. Slutspelet spelades från den 12 januari till den 13 januari.

#### Semifinaler
- S1: AIK - SC Classic 4-3
- S2: Warbergs IC 85 - Tatran Stresovice 8-2

#### Bronsmatch
- SC Classic - Tatran Stresovice 12-3 (3-0, 3-1, 6-2)

#### Final
- AIK - Warbergs IC 85 2-1 sd (0-0, 1-1, 0-0, 1-0)
  - 1-0, Conny Vesterlund, AIK, 21:57 (assist av Fredrik Djurling)
  - 1-1, Karl-Johan Karlsson, Warberg, 31:30 (assist av Joakim Andersson)
  - 2-1, Fredrik Djurling AIK, 69:02 (assist av Mats Carlsson)

AIK vinnare av Europacupen säsongen 2007/2008 för andra året i rad.

### Placeringsmatcher
Placeringsmatcherna spelades för att placera lagen som inte kvalificerade sig för slutspelet. Detta innebar att trean i grupp A mötte trean i grupp B och fyran i grupp A mötte fyran i grupp B. Placeringarna avgjordes endast i en match, vid oavgjort gick matchen till sudden death och därefter straffläggning. Matcherna spelades den 12 januari.

#### Match om femte plats
- SV Wiler Ersigen - SSV 5-6 sd (2-0, 0-1, 3-4, 0-1)

#### Match om sjunde plats
- Viking Roma FC - Fjerdingby IBK 11-16 (4-4, 2-9, 5-3)

### Placeringar
| Plac. | Klubb             |
| ----- | ----------------- |
| 1     | AIK               |
| 2     | Warbergs IC 85    |
| 3     | SC Classic        |
| 4     | Tatran Stresovice |
| 5     | SSV               |
| 6     | SV Wiler Ersigen  |
| 7     | Fjerdingby IBK    |
| 8     | Viking Roma       |

## Damer

### Gruppspel
Varje grupp innehöll fyra lag där de fyra lagen i varje grupp mötte varandra en gång, vilket totalt gav tre omgångar. De två lag som placerade sig etta respektive tvåa gick vidare till semifinal. De lag som inte kvalificerade sig för slutspel gick till placeringsmatcher för placeringarna 5 till 8. Gruppspelet spelades den 9 januari till den 11 januari 2008.
- Gruppindelning:
  - Grupp A: UHC Dietlikon , HKF Dekanka , Sveiva IBK , Nizhny Novgorod FBC-30 
  - Grupp B: Iksu , Rönnby IBK , Tapanilan Erä , Rubene

### Slutspel
De två bästa lagen i varje grupp gick vidare till slutspelet. Ettan i grupp A mötte tvåan i grupp B och ettan i grupp B mötte tvåan i grupp A. Slutspelet avgjordes med endast en match per omgång, vid oavgjort gick matchen till sudden death och därefter straffläggning. Slutspelet spelades från den 12 januari till den 13 januari.

#### Semifinaler
- S1: UHC Dietlikon - Rönnby IBK 4-2
- S2: Iksu - HKF Dekanka 2-1

#### Bronsmatch
- Rönnby IBK - HKF Dekanka 1-2 sd (1-0, 0-0, 0-1, 0-1)

#### Final
- UHC Dietlikon - Iksu 3-2 str (1-2, 1-0, 0-0, 0-0, 1-0)
  - Straffläggningen slutade 3-2 till UHC Dietlikon.

UHC Dietlikon vinnare av Europacupen säsongen 2007/2008 för andra året i rad.

### Placeringsmatcher
Placeringsmatcherna spelades för att placera lagen som inte kvalificerade sig för slutspelet. Detta innebar att trean i grupp A mötte trean i grupp B och fyran i grupp A mötte fyran i grupp B. Placeringarna avgjordes endast i en match, vid oavgjort gick matchen till sudden death och därefter straffläggning. Matcherna spelades den 12 januari.

#### Match om femte plats
- Sveiva IBK - Tapanilan Erä 5-4 sd (2-2, 2-1, 0-1, 1-0)

#### Match om sjunde plats
- Rubene - Nizhny Novgorod FBC-30 9-2 (4-0, 1-1, 4-1)

### Placeringar
| Plac. | Klubb                  |
| ----- | ---------------------- |
| 1     | UHC Dietlikon          |
| 2     | Iksu                   |
| 3     | HKF Dekanka            |
| 4     | Rönnby IBK             |
| 5     | Sveiva IBK             |
| 6     | Tapanilan Erä          |
| 7     | Rubene                 |
| 8     | Nizhny Novgorod FBC-30 |